# Rekordy halového mistrovství světa v atletice

## Rekordy šampionátu

### Muži
| Disciplína                                  | Rekord     | Atlet                                                      | Národnost         | Místo      | Rok mistrovství |
| ------------------------------------------- | ---------- | ---------------------------------------------------------- | ----------------- | ---------- | --------------- |
| Běh na 60 metrů                             | 6,36       | Christian Coleman                                          | USA               | Birmingham | HMS 2018        |
| Běh na 200 metrů                            | 20,10      | Frankie Fredericks                                         | Namibie           | Maebaši    | HMS 1999        |
| Běh na 400 metrů                            | 45,00      | Jereem Richards                                            | Trinidad a Tobago | Bělehrad   | HMS 2022        |
| Běh na 800 metrů                            | 1:42,67    | Wilson Kipketer                                            | Dánsko            | Paříž      | HMS 1997        |
| Běh na 1500 metrů                           | 3:32,77    | Samuel Tefera                                              | Etiopie           | Bělehrad   | HMS 2022        |
| Běh na 3000 metrů                           | 7:34,71    | Haile Gebrselassie                                         | Etiopie           | Paříž      | HMS 1997        |
| Běh na 60 metrů překážek                    | 7,29       | Grant Holloway                                             | USA               | Bělehrad   | HMS 2022        |
| Skok do výšky                               | 2,43 m     | Javier Sotomayor                                           | Kuba              | Budapešť   | HMS 1989        |
| Skok o tyči                                 | 6,20 m     | Armand Duplantis                                           | Švédsko           | Bělehrad   | HMS 2022        |
| Skok daleký                                 | 8,62 m     | Iván Pedroso                                               | Kuba              | Maebaši    | HMS 1999        |
| Trojskok                                    | 17,90 m    | Teddy Tamgho                                               | Francie           | Dauhá      | HMS 2010        |
| Vrh koulí                                   | 22,53 m    | Darlan Romani                                              | Brazílie          | Bělehrad   | HMS 2022        |
| Halový sedmiboj                             | 6 645 bodů | Ashton Eaton                                               | USA               | Istanbul   | HMS 2012        |
| Chůze na 5 km                               | 18:23,55   | Michail Ščennikov                                          | Sovětský svaz     | Sevilla    | HMS 1991        |
| Běh na 4 × 400 metrů                        | 3:01.77    | Karol Zalewski Rafał Omelko Łukasz Krawczuk Jakub Krzewina | Polsko            | Birmingham | HMS 2018        |
| Zdroj - Světové rekordy na World Athleticks |            |                                                            |                   |            |                 |

### Ženy
| Disciplína                                  | Rekord     | Atletka                                                                  | Národnost  | Místo        | Rok mistrovství |
| ------------------------------------------- | ---------- | ------------------------------------------------------------------------ | ---------- | ------------ | --------------- |
| Běh na 60 metrů                             | 6,95       | Gail Deversová                                                           | USA        | Toronto      | HMS 1993        |
| Běh na 200 metrů                            | 22,15      | Irina Privalovová                                                        | Rusko      | Toronto      | HMS 1993        |
| Běh na 400 metrů                            | 49,17      | Femke Bolová                                                             | Nizozemsko | Glasgow      | HMS 2024        |
| Běh na 800 metrů                            | 1:56,90    | Ludmila Formanová                                                        | Česko      | Maebaši      | HMS 1999        |
| Běh na 1500 metrů                           | 3:54,86    | Gudaf Tsegayová                                                          | Etiopie    | Nanking      | HMS 2025        |
| Běh na 3000 metrů                           | 8:33,82    | Elly van Hulstová                                                        | Nizozemsko | Budapešť     | HMS 1989        |
| Běh na 60 metrů překážek                    | 7,70       | Kendra Harrisonová                                                       | USA        | Birmingham   | HMS 2018        |
| Skok do výšky                               | 2,05 m     | Stefka Kostadinovová                                                     | Bulharsko  | Indianapolis | HMS 1987        |
| Skok o tyči                                 | 4,95 m     | Sandi Morrisová                                                          | USA        | Birmingham   | HMS 2018        |
| Skok daleký                                 | 7,23 m     | Brittney Reeseová                                                        | USA        | Istanbul     | HMS 2012        |
| Trojskok                                    | 15,74 m    | Yulimar Rojasová                                                         | Venezuela  | Bělehrad     | HMS 2022        |
| Vrh koulí                                   | 20,85 m    | Nadzeja Astapčuková                                                      | Bělorusko  | Dauhá        | HMS 2010        |
| Halový pětiboj                              | 5 013 bodů | Natalija Dobrynská                                                       | Ukrajina   | Istanbul     | HMS 2012        |
| Chůze na 3 km                               | 11:49,73   | Jelena Nikolajevová                                                      | Rusko      | Toronto      | HMS 1993        |
| Běh na 4 × 400 metrů                        | 3:23,85    | Quanera Hayesová Georganne Molineová Shakima Wimbleyová Courtney Okolová | USA        | Birmingham   | HMS 2018        |
| Zdroj - Světové rekordy na World Athleticks |            |                                                                          |            |              |                 |